# Rimush d'Assiria
Rimush o Rīmu[š] (mri-mu-u[š] nell'unica variante della Lista reale assira in cui appare; fl. XVIII secolo a.C.) è stato un re assiro.

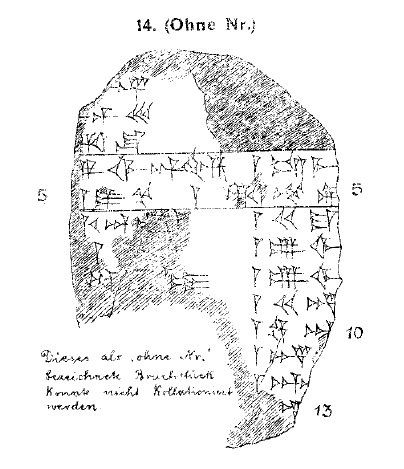
Schizzo di Otto Schroeder del frammento di Lista reale assira noto come KAV 14 (VAT 9812 = KAV 14: 5).

Fu forse discendente di Shamshi-Adad I. Il suo regno è datato alla metà del XVIII secolo a.C.
Né la Lista di Khorsabad (KhKL) né la Lista SDAS (Seventh-day Adventist Theological Seminary Assyrian king list), le uniche copie della Lista reale assira che preservano i nomi dei primissimi re, includono successori di Ishme-Dagan I, figlio ed erede di Shamshi-Adad. Una lista frammentaria, nota come KAV 14, offre la sequenza Shamshi-Adad, Ishme-[Dagān], [Mu]t-Ashkur, Rimu-˹x˺ (segue spazio per il nome di un altro re); KAV 14 passa poi al cinquantaquattresimo re, Shu-Ninua. Dato che il gruppo ricade in una sezione separata dal resto della lista da linee e i primi tre re, com'è noto da altre fonti (corrispondenza rinvenuta a Mari), sono in rapporto di parentela (padre, figlio, nipote), si presume in genere che i quattro (o cinque) nomi formino una dinastia.
È probabile che il nome di questo re assiro intenda rievocare quello di Rimush di Akkad, figlio del leggendario Sargon.